# Демен
Деме́н (рос. Дэмен) — починок у складі Шарканського району Удмуртії, Росія.

## Населення
Населення — 38 осіб (2010; 35 у 2002).
Національний склад станом на 2002:
- удмурти — 97 %